# Anna-Dorothee von den Brincken
Anna-Dorothee von den Brincken (* 23. Dezember 1932 in Essen; † 8. Oktober 2021) war eine deutsche Historikerin und Professorin für Mittelalterliche Geschichte an der Universität zu Köln.
Ihre Eltern waren der Bergwerksdirektor Wilhelm von den Brincken (1883–1949) und seine Ehefrau Anna-Dorothee (1901–1984), die Tochter des Bergbeamten und Unternehmers Otto von Velsen (1869–1945).
Von den Brincken studierte Geschichte und Theologie an den Universitäten Münster und München und wurde 1957 an der Westfälischen Wilhelms-Universität Münster bei Herbert Grundmann mit der Dissertation Studien zur lateinischen Weltchronistik bis in das Zeitalter Ottos von Freising promoviert. Danach ging sie zunächst in den Archivdienst und wurde 1961 in Münster Archivassessorin. 1963 kam sie als Archivrätin an das Kölner Stadtarchiv. 1972 wurde sie Universitätsdozentin. 1973 wurde sie mit ihrer Monographie zur Darstellung der Ostchristen in der Literatur und Historiographie des Mittelalters an der Universität zu Köln habilitiert und damit außerplanmäßige Professorin. Sie lehrte von 1982 bis 1998 als Universitätsprofessorin für Mittelalterliche Geschichte und Historische Hilfswissenschaften am Historischen Institut der Universität zu Köln.
Von den Brinckens Forschungsgebiet waren die Historischen Hilfswissenschaften, vor allem die Kartographie, Chronologie und Universalgeschichtsschreibung des Mittelalters. Daneben sind ihre Quelleneditionen aus den Beständen des Kölner Archivs zu nennen.
Seit 1998 war sie auswärtiges Mitglied der Akademie gemeinnütziger Wissenschaften zu Erfurt.
Von den Brincken verstarb im Oktober 2021 und wurde am 18. Oktober 2021 auf dem Kölner Zentralfriedhof Melaten beigesetzt.

## Schriften (Auswahl)
- Studien zur Universalkartographie des Mittelalters. Hrsg. von Thomas Szabó (= Veröffentlichungen des Max-Planck-Instituts für Geschichte. Bd. 229). Vandenhoeck & Ruprecht, Göttingen 2008, ISBN 978-3-525-35884-9.
- Historische Chronologie des Abendlandes. Kalenderreformen und Jahrtausendrechnungen. Eine Einführung. Kohlhammer, Stuttgart u. a. 2000, ISBN 3-17-015156-8.
- Fines Terrae. Die Enden der Erde und der vierte Kontinent auf mittelalterlichen Weltkarten (= Monumenta Germaniae Historica. Schriften. Bd. 36). Hahn, Hannover 1992, ISBN 3-7752-5436-6.
- Die „Nationes christianorum orientalium“ im Verständnis der lateinischen Historiographie. Von der Mitte des 12. bis in die zweite Hälfte des 14. Jahrhunderts (= Kölner Historische Abhandlungen. Bd. 22). Böhlau, Köln u. a. 1973, ISBN 3-412-86173-1 (Zugleich: Köln, Universität, Habilitations-Schrift, 1973).
- Studien zur lateinischen Weltchronistik bis in das Zeitalter Ottos von Freising. Triltsch, Düsseldorf 1957.

## Einzelbelege
1. ↑  Kölner Stadt-Anzeiger, Nr. 239, 13. Oktober 2021, S. 18 (Traueranzeige ihrer Familie). Siehe auch die Traueranzeige in der Frankfurter Allgemeinen Zeitung vom 13. Oktober 2021.
2. ↑  Grabstätte in der Datenbank Find a Grave, abgerufen am 13. März 2022.

| Personendaten    | Personendaten                   |
| ---------------- | ------------------------------- |
| NAME             | Brincken, Anna-Dorothee von den |
| KURZBESCHREIBUNG | deutsche Mediävistin            |
| GEBURTSDATUM     | 23. Dezember 1932               |
| GEBURTSORT       | Essen                           |
| STERBEDATUM      | 8. Oktober 2021                 |